# ケンフィッグ城

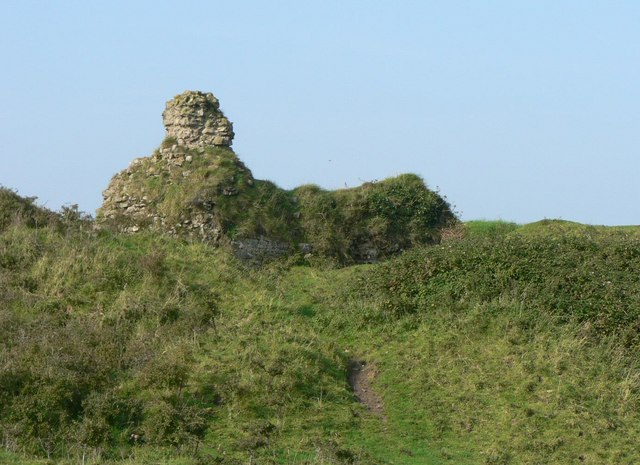
荒廃化したケンフィッグ城

ケンフィッグ城（ケンフィッグじょう、ウェールズ語: Castell Cynffig）は、11世紀初頭のノルマン民族のウェールズ侵攻後に有名になったウェールズのブリジェンド・カウンティ・バラにある荒廃化した城である。

## 歴史
ケンフィッグの城における最初の言及は1080年に見られ、イースティン・アプ・グルカントが城を再強化しようとしたが、おそらくこれは12世紀半ばに発達した町の横に建てられたのとは違う建築物だったようだ。当時この城はノルマン人の重要な拠点であり、12世紀の初頭に初代グロスター伯のロバート・フィッツロイによって建てられた。城は西側と北側に川が流れる丘の上にあった。14メートル (46 ft)ある四角い自立型の天守は南西の角に出入口があった。大広間や執務室だけではなく、各々の角や各々の中心部に化粧石製の控え壁を備える高さのある洗練された建築物であった。なお、外壁は岸や水路の痕跡に包囲された南側にある。この城は行政の中心地としての役目を果たし、1183年までに特別区は南側で成長を遂げた。
この城は1167年、1183年、1232年、1242年、1294年、および1295年におけるウェールズへの侵攻、ウェールズ自治領に対抗するウェールズ反乱の指揮官だったマドック・アブ・リュウェリンの反乱、および1316年に貴族のリュウェリン・ブレンが引き起こした反乱という、少なくとも6つの理由により占拠されて破壊された。14世紀初頭、城は大幅に再建された。大邸宅をよりよくするために胸壁のある城壁を取り除き、カーテンウォールは地区を先導する巨大な守衛詰所を土台から建築した。塔も大幅に改築された。
15世紀後半までに旧市街のケンフィッグと城は砂丘の侵入を理由に放棄されている。1539年、詩人であり古文書家のジョン・リーランドはこう書き残している。
ケンフィッグの東に小さな村があり、城があり、荒廃した小屋があったが、サーヴァン南東部から流れ込む砂で殆どが窒息し破滅した。

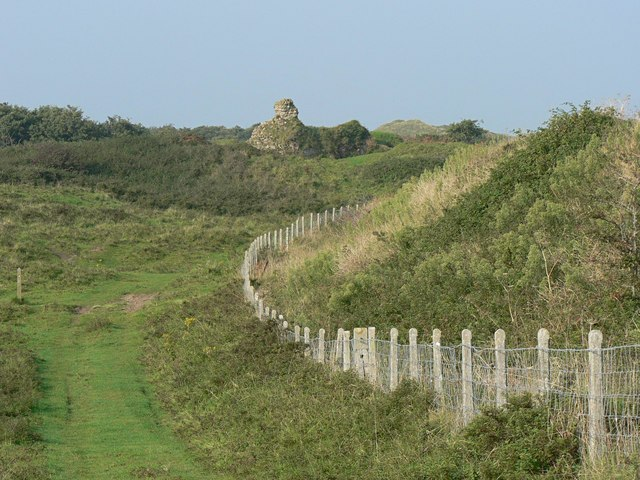
ケンフィッグ城。ケンフィッグ・バローズの砂丘からは天守の最上部だけが浮かび上がっている。

1920年代から1930年代初頭にかけて、砂の多くが考古学上の遺物として掘り起こされた。砂はその場所に再び押し寄せ、今では天守の最上部だけが見えた状態になっている。